# Xã Avilla, Quận Comanche, Kansas
Xã Avilla (tiếng Anh: Avilla Township) là một xã thuộc quận Comanche, tiểu bang Kansas, Hoa Kỳ. Năm 2010, dân số của xã này là 84 người.